# Wilhelm Lilliestråle
Fredrik Wilhelm Ingemund Lilliestråle, född den 17 januari 1840 i Toresunds socken, Södermanlands län, död den 12 april 1904 i Kristianstad, var en svensk ämbetsman. 

## Biografi
Lilliestråle, som blev student vid Uppsala universitet 1857, avlade kansliexamen 1860 samt examen till rättegångsverken och kameralexamen 1864. Han blev vice häradshövding 1866, extra ordinarie fiskal i Svea hovrätt 1869, adjungerad ledamot där 1870, tillförordnad fiskal 1875, fiskal 1876 och tillförordnad 
revisionssekreterare samma år. Lilliestråle blev assessor i nämnda hovrätt 1877, expeditionschef i Finansdepartementet 1878 och president i Skånska hovrätten 1883. Han blev juris hedersdoktor i Lund 1900.